# تعقل نفسي
التعقل النفسي (PM) هي قدرة الفرد على الفحص الذاتي، والمراقبة الذاتية، ومطالعة النفس والبصيرة الشخصية. كما تتضمن القدرة على التعرف على الروابط بين المشكلات الحالية مع النفس ومع الآخرين ورؤيتها، والقدرة على التفكر في الماضي خاصة لما يتركه من أثر على الاتجاهات الحالية وأدائه. يتميز الأشخاص ذوو التعقل النفسي بذكاء متوسط وفوق المتوسط، كما لديهم بوجه عام بعض التبصر بالمشكلات الخاصة بهم حتى قبل دخولهم في العلاج. ويختلف التعقل النفسي عن العقلنة والاجترار الوسواسي حول المشكلات الداخلية للشخص. فلا يقدم الأخير أي عون في العلاج النفسي، بل إنه علامة على المقاومة.
يدل التعقل النفسي على القدرة النفسية الداخلية على تحمل الصراع النفسي والكرب وليس بالطرق التقهقرية لإدارة الصراع أو فض النزاعات مثل الجسدنة. فدورها، مثل دور اللامفرداتية، في نشأة الأمراض النفسية الجسمية أصبح واضحًا.
تتضمن التعريفات المفاهيمية للعقلية السيكولوجية أوصافًا متباينة ولكنها مترابطة. ترتبط بعض التعريفات بالنفس فقط، قدرة "الشخص" على رؤية العلاقات بين الأفكار، والمشاعر، والتصرفات التي تهدف إلى تعلم معاني وأسباب خبراته وسلوكياته". وسع كونت (1996) هذا المفهوم متجاوزًا التركيز على الذات، بحيث يتضمن "...كل من فهم الذات والاهتمام بدوافع وسلوكيات الآخرين". وأخيرًا، (1992) يقدم تعريف هول الطابع المتعدد الأبعاد للعقلية السيكولوجية. فعرفته بوصفه "انعكاسية حول العمليات النفسية والعلاقات والمعاني [التي] تظهر في... كل من الاهتمام والقدرة على مثل هذه الانعكاسية عبر الأبعاد الفكرية والوجدانية"

## وصف الدليل التشخيصي النفس ديناميكي
يصف الدليل التشخيصي النفس ديناميكي (PDM) التعقل النفسي بوصفه قدرة الفرد على مراقبة حياته الداخلية. يقدم الدليل التشخيصي النفس ديناميكي مقياسًا من أربع نقاط بين التعقل النفسي العالي إلى المنخفض، «أو الأداء الصحي إلى الإعاقة».
1. يمكن أن تنعكس على (أي الملاحظة والتجربة في نفس الوقت) مجموعة كاملة من المشاعر الشخصية ومشاعر الآخرين أو تجاربهم (بما في ذلك الاختلافات الدقيقة في المشاعر). يمكن أن تنعكس في الحاضر وبالإشارة إلى الرؤى البعيدة المدى حول الذات، والقيم، والأهداف. يمكن أن تنعكس على العلاقات المتعددة بين المشاعر والخبرات، عبر مجموعة كاملة من الخبرات المرتبطة بالعمر في سياق التحديات الجديدة.
2. من الممكن أن تنعكس على مشاعر وخبرات الذات والآخرين في الحاضر وبالإشارة إلى الرؤى البعيدة المدى حول الشعور بالذات، والقيم، والأهداف لبعض الخبرات المتوقعة بالعمر، ولكن ليس الآخرين. لا يمكن أن تنعكس بهذه الطريقة عندما تكون المشاعر قوية.
3. يمكن أن تنعكس على التجارب اللحظية، ولكن دون الإشارة إلى الشعور طويل المدى بالذات والخبرات، والقيم، والأهداف.
4. غير قادر على الانعكاس بصدق على المشاعر أو الخبرات، حتى في الحاضر. يتألف الوعي الذاتي في كثير من الأحيان من حالات الشعور المستقطبة أو المشاعر الأساسية البسيطة دون تقدير الاختلافات الدقيقة في المشاعر. فيتراجع الوعي بالذات، ويبرز الميل نحو التشدف.[5]

## الارتباطات الشخصية
من المتوقع أن يكون التعقل النفسي ذا صلة بالقوة النفسية وترتبط سلبًا بالضعف. أظهرت إحدى الدراسات وجود ارتباط بين العقلية النفسية واثنين من عناصر الشخصية الخمسة (الانطوائية والانفتاح على التجربة) وارتباط سلبي بالتعصاب. كما ربطتها دراسات أخرى باستيعاب الغموض، الاهتمام، والتشاعر والتكيف الإيجابي للكلية. كما ارتبطت العقلية السيكولوجية سلبًا بالبنى النفسية الموجهة للمشكلات مثل عامل الشخصية للتعصاب، والبنى المعرفية للتفكير السحري ووجهة الضبط الخارجي، والمخططات. كما ارتبط المستوى المنخفض من العقلية النفسية باللامفرداتية، مشيرًا إلى عدم استجابة بعض المرضى السريرين للاستشارة نظرًا لنقص العقلية السيكولوجية.

## في المجموعات، والبيئات، والمجتمع
في المملكة المتحدة، تم إنجاز الكثير من العمل لتوسيع نطاق مفهوم التعقل النفسي متجاوزًا الفرد. ويقر هذا العمل بأن صحة ونجاح الأسر والمدارس والمستشفيات والشركات والمجتمعات المحلية والمجتمع ككل يعتمد في الواقع في جزء كبير منه على التعقل النفسي للنظام أو البيئة التي أوجدتها تلك المؤسسة. فهذا أكثر من مجرد مجموع الأجزاء الفردية. فعلى سبيل المثال، قد تتحلى ممرضة في عنبر الطب النفسي بالتعقل النفسي ولديها دوافع للتواصل مع المستفيد من الخدمة الذي قد يتمتع أيضًا ببعض التعقل النفسي. ومع ذلك، فإن فرص وجود فردين يتمتعان بتعقل نفسي من الممكن إفسادها وبسهولة بنظام رعاية «أعمى نفسيًا» أو «لامفرداتي» لا يوفر للممرضة أي وقت، أو أي صفاء عقلي، أو هيكل ودعم لأداء وظيفتها بهذه الطريقة. ومن المعلوم أن الممرضات في عنابر الطب النفسي الفوضوية عليهن الانغلاق عاطفيًا لمجرد الصمود في مواجهة المطالب المفروضة عليهن. وبمجرد حدوث هذا، تصبح تجربة مستخدم الخدمة واحدة من تلك التي «لا تجد من يستمع إليها». ويتسبب هذا الإهمال العاطفي الحقيقي إلى جانب عوامل الإنقال في الكثير من الحوادث في عنابر الطب النفسي. وهكذا، تتصاعد سلوكيات متلقي الخدمة الذي يشعر بالرفض حتى يجد من يستمع إليه وحتى «يأخذ بالثأر» من هؤلاء الذين لا يكررون سوى إخفاقات الماضي التي قام بها مقدمو الرعاية.